# Nikola Stojčevski

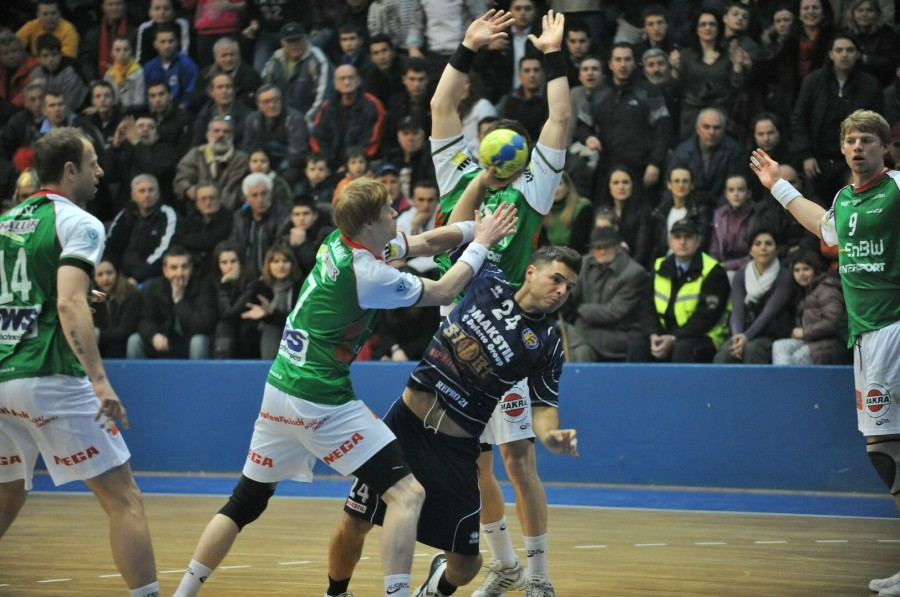
Nikola Stojčevski under en match mellan RK Metalurg Skopje och FA Göppingen.

Nikola Stojčevski, född 9 augusti 1984 i Bitola, är en makedonisk handbollsspelare. Han är högerhänt och spelar i anfall som mittnia.

## Klubbar
- RK Prespa (2003-2005)
- MRK Vardar (2005-2006)
- RK Vardar (2006-2008)
- RK Osijek (2008-2009)
- Cluj Napoca (2009-2010)
- Pandurii Târgu Jiu (2010)
- RK Metalurg Skopje (2011)
- Club Africain (2013)
- Redbergslids IK (2013-2015)
- HK Drott (2015-)